# Équipe de Bulgarie féminine de football
Cet article traite de l'équipe féminine. Pour l'équipe masculine, voir Équipe de Bulgarie de football.
Maillots
L'équipe de Bulgarie féminine de football est l'équipe nationale qui représente la Bulgarie dans les compétitions internationales de football féminin. Elle est gérée par la Fédération de Bulgarie de football.

## Histoire
La Bulgarie joue son premier match officiel le 11 octobre 1987 à Sofia contre l'Espagne (match nul 1-1). Les Bulgares n'ont jamais participé à une phase finale de compétition majeure de football féminin, que ce soit le Championnat d'Europe féminin de football, la Coupe du monde ou les Jeux olympiques.

## Classement FIFA
| Année              | 2003 | 2004 | 2005 | 2006 | 2007 | 2008 | 2009 | 2010 | 2011 | 2012 | 2013 | 2014 | 2015 | 2016 | 2017 | 2018 | 2019 | 2020 | 2021 | 2022 | 2023 |
| ------------------ | ---- | ---- | ---- | ---- | ---- | ---- | ---- | ---- | ---- | ---- | ---- | ---- | ---- | ---- | ---- | ---- | ---- | ---- | ---- | ---- | ---- |
| Classement mondial | 48   | 48   | 48   | 45   | 46   | 42   | 46   | 49   | 55   | 57   | 56   | 73   | 75   | 66   | 66   | 76   | 78   | 73   | 81   | 92   | 90   |